# Vittorio Gui

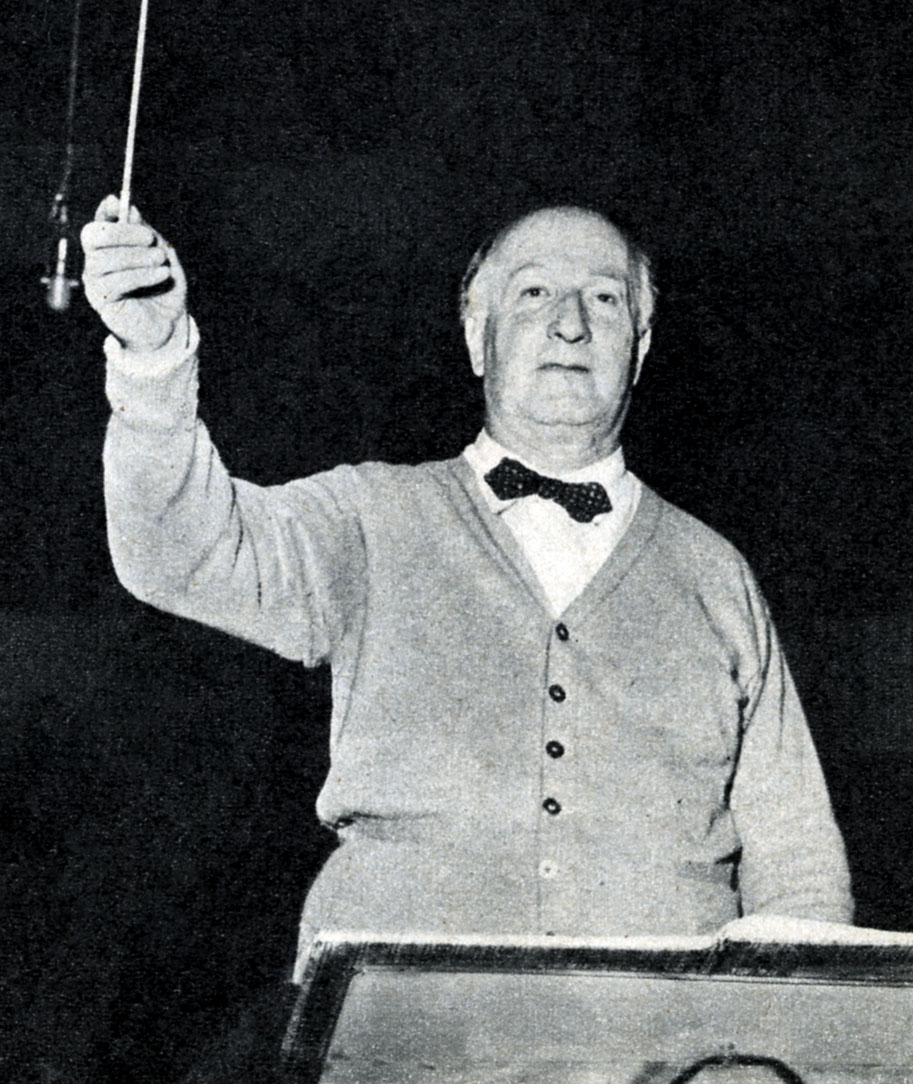
Vittorio Gui (1954)

Vittorio Gui (* 14. September 1885 in Rom; † 16. Oktober 1975 in Fiesole bei Florenz) war ein italienischer Komponist und Dirigent.
Gui war Dirigent an verschiedenen norditalienischen Häusern. 1925 wirkte er am Teatro von Turin. Gui war sehr an Opern-Ausgrabungen interessiert und verhalf einer Reihe von Komponisten des 19. Jahrhunderts zu einer Rückkehr ins Repertoire der Bühnen. Von 1952 bis 1963 war er Musikalischer Leiter des Glyndebourne Festivals.
Gui komponierte Sinfonische Dichtungen, die lyrische Fabel Fata Malerba (1923), Lieder und hatte dadurch starken Anteil an der Entwicklung der modernen Musik Italiens.

## Diskografie (Auswahl)
- Ludwig van Beethoven: Fidelio (italienische Fassung), Besetzung: Gré Brouwenstijn, Amedeo Berdini, Sesto Bruscantini[1]
- Vincenzo Bellini: Beatrice di Tenda, Besetzung: Leyla Gencer, Oncina, Zanasi
- Bellini: Norma, Besetzung: Maria Callas, Ebe Stignani, Joan Sutherland
- Bellini: Norma, Besetzung: Gina Cigna, Stignani, Breviario
- Arrigo Boito: Mefistofele, Besetzung: Boris Christoff, Prandelli
- Richard Wagner: Parsifal, Besetzung: Christoff, Rolando Panerai, Callas
- Luigi Cherubini: Medea, Besetzung: Callas, Guichandut, Fedora Barbieri, Petri
- Christoph Willibald Gluck, Alceste, Besetzung: Gencer, Mirto Picchi
- Wolfgang Amadeus Mozart, Le nozze di Figaro, Besetzung: Sena  Jurinac, Graziella Sciutti, Risë Stevens, Sesto Bruscantini
- W. A. Mozart: Die Zauberflöte, Besetzung: Mimi Coertse, Sena Jurinac, Juan Oncina, Alda Noni, Giuseppe Taddei, Boris Christoff
- Giacomo Puccini: La Bohème, Besetzung: Rizzieri, Mario del Monaco
- Gioacchino Rossini, La Cenerentola, Besetzung: Gabarain, Oncina, Bruscanti
- Rossini: L’occasione fa il ladro, Besetzung: Rinaldi, Gaifa, Rai
- Rossini: Le comte Ory, Besetzung: Roux, Sinclair, Oncina
- Rossini: Il barbiere di Siviglia, Besetzung: Sesto Bruscantini, Victoria de los Angeles, Luigi Alva
- Giuseppe Verdi: Aida, Besetzung: Franco Corelli, Antonietta Stella, Fedora Barbieri, Anselmo Colzani
- Verdi: Il trovatore, Besetzung: Jussi Björling, Cigna, Basiola
- Verdi: Macbeth, Besetzung: Astrid Varnay, Petroff, Tajo, Penno
- Verdi: La battaglia di Legnano, Besetzung: Gencer, Limarilli
- Verdi: Nabucco, Besetzung: Callas, Gino Bechi, Sinimberghi, Neroni
- Verdi: Falstaff, Besetzung: Evans
- Verdi: Un ballo in maschera, Besetzung: Ljuba Welitsch, Picchi, Noni
- Carl Maria von Weber: Oberon, Besetzung: Anita Cerquetti, Picchi, Munteanu
- Weber: Der Freischütz, Besetzung: Christoff, Jurinac

## Weblink
- Kurzbiografie Vittorio Gui bei Naxos